# Otto Boll
Otto Boll (* 7. August 1920 in Lörrach; † 18. Juni 2013 in Weil am Rhein) war ein deutscher Kommunalpolitiker, Jurist und von 1965 bis 1972 Bürgermeister, von  1972 bis 1984 Oberbürgermeister der Stadt Weil am Rhein. Gleichzeitig war er das erste Stadtoberhaupt, das den Titel Oberbürgermeister trug.

## Leben
Der gebürtige Lörracher Otto Boll studierte Jura in Leipzig, was aufgrund des Zweiten Weltkrieges unterbrochen wurde. Nach dem Krieg schloss er das Studium in Heidelberg ab und besuchte die Verwaltungshochschule Kehl. 1954 wurde er erster Landesbeamter im Landratsamt Neustadt und 1961 in Lörrach. 1965 wurde er Bürgermeister von Weil am Rhein. Aufgrund des Wachstums der Stadt wurde er 1972 zum Oberbürgermeister. In seine Amtszeit fiel die baden-württembergische Gebietsreform, die zum Zusammenschluss der Gemeinden Ötlingen, Haltingen und Märkt mit Weil am Rhein führte, was Weil zur Großen Kreisstadt werden ließ. Eines der größten Bauprojekte war die Gemeinschaftszollanlage auf dem Autobahnzoll zwischen Weil am Rhein und Basel. Während seiner Amtszeit handelte Boll die Verträge zum Bau der Zollfreistrasse durch Schweizer Gebiet aus, deren Bau erst nach seiner Amtszeit 2006 begonnen wurde. Boll leistete einen Beitrag zur deutsch-französischen Verständigung und pflegte einen guten Kontakt zur Nachbarstadt Huningue, die seit 1962 auch Partnerstadt ist. In seine Amtszeit fällt der Bau der Palmrainbrücke nach Frankreich. Zum Ende seiner Amtszeit ernannte ihn die Stadt für sein Engagement am 29. Juni 1984 zu ihrem Ehrenbürger. Auf ihn folgte Peter Willmann als Oberbürgermeister.
Boll starb nach kurzer Krankheit 2013 im Alter von 92 Jahren. Nach Otto Boll ist am Nordrand der Weiler Kernstadt eine Straße benannt.

## Ehrungen
- 1980: Verdienstkreuz am Bande der Bundesrepublik Deutschland
- 1984: Ehrenbürger der Stadt Weil am Rhein